# ラシュモア山
ラシュモア山（ラシュモアさん、Mount Rushmore）は、アメリカ合衆国のサウスダコタ州にある山。同山の露頭に彫られたラシュモア山国立記念碑（Mount Rushmore National Memorial）についても本記事で解説する。

## 概要
サウスダコタ州南西部のブラックヒルズにある標高1745メートルの山。後述する4人の大統領の巨大な彫刻が露頭に彫られていることで知られる。ラシュモア山国立記念公園の敷地面積は5.17平方キロメートルで、年間約300万人近くの観光客が訪れている。

## ラシュモア山国立記念碑

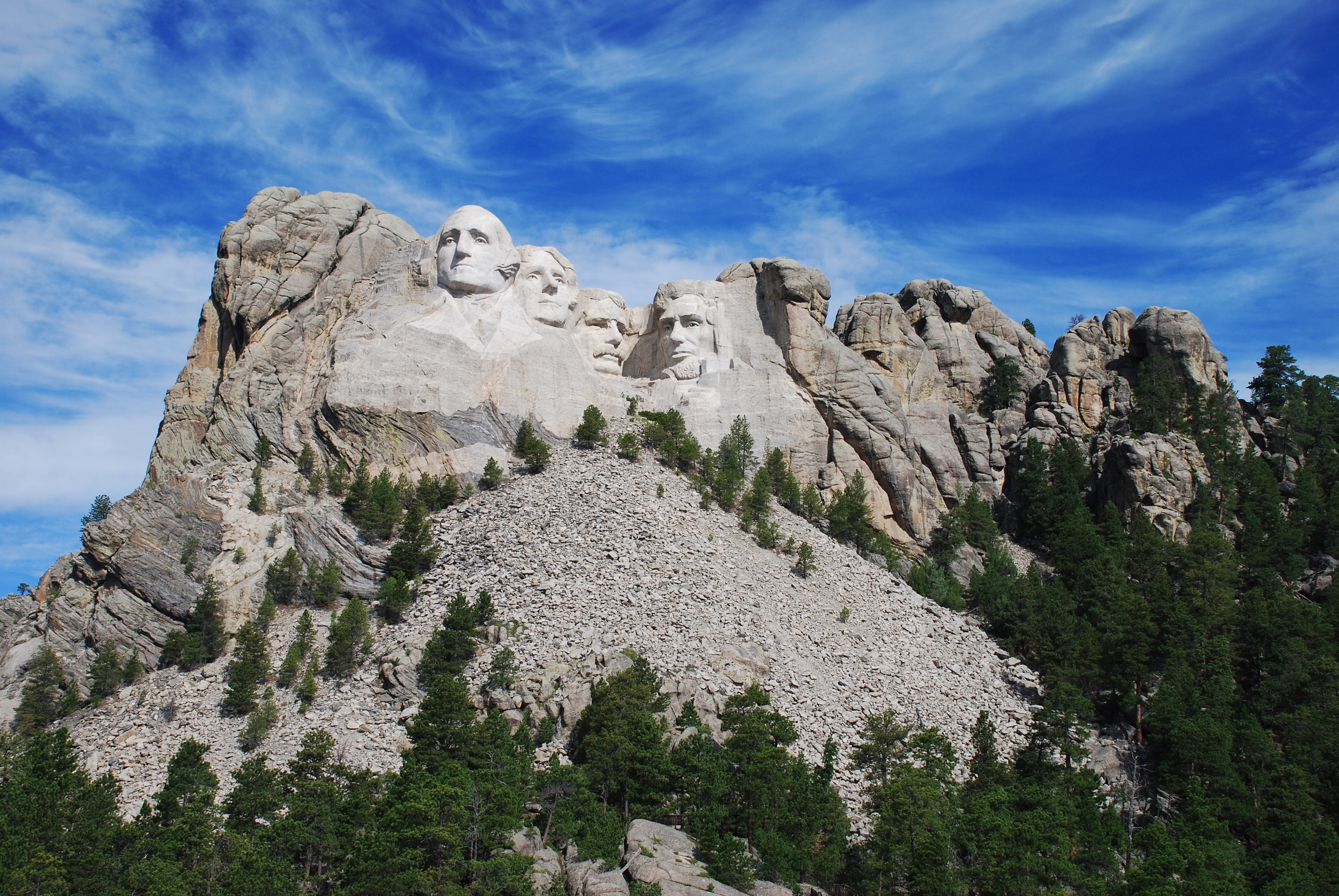
ラシュモア山全体像。彫刻の時に出た岩の欠片が大量に溜まっている。

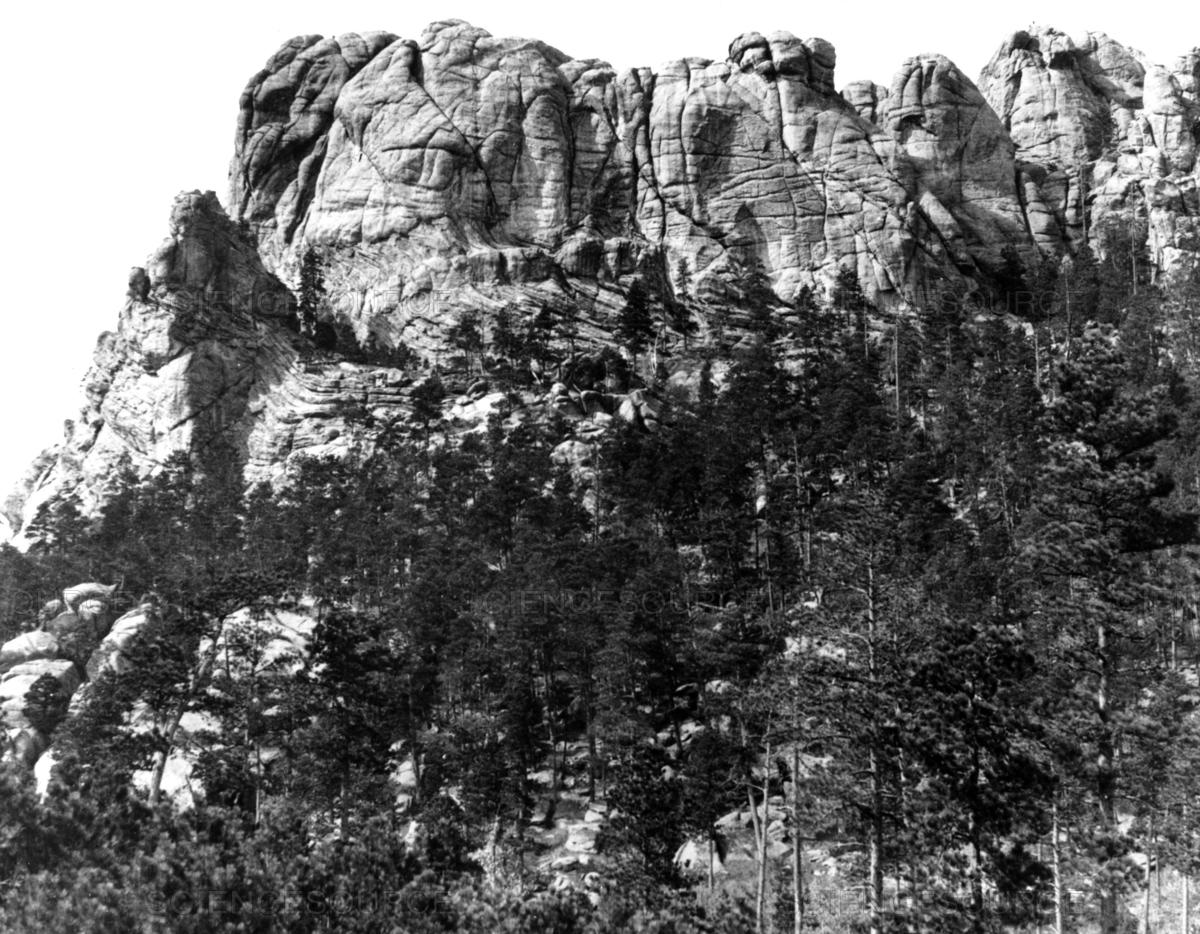
彫刻前のラシュモア山、1905年。

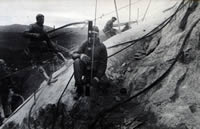
彫刻の様子

ラシュモア山の露頭に彫られた、アメリカ合衆国の成立、発展、開発を記念する建造物。
アメリカ政府から委託されたガットスン・ボーグラムが400人の作業員とともに標高1745メートルのラシュモア山の白い花崗岩の露頭に、1927年から1941年10月31日まで14年間をかけて、高さ60フィート（18メートル）にも及ぶ巨大な胸像を彫った。彫られているのは、アメリカ合衆国建国から150年間の歴史に名を残す4人の大統領（ジョージ・ワシントン、トーマス・ジェファーソン、セオドア・ルーズベルト、エイブラハム・リンカーン）である。
ラシュモア山の花崗岩は16億年前にでき、非常に硬質で、彫刻作業は困難を極めたためダイナマイトで砕きながらの作業となった。当初の予定では腰辺りまでを作る予定であったが資金不足と第二次世界大戦の開戦により継続が困難になったため事業は中止された。
1925年3月3日にアメリカ合衆国国定記念公園に指定された。

## インディアンとラシュモア山
このあたりはゴールドラッシュ期に白人とアメリカ・インディアンとの激しい抗争が繰り返された地で、大統領の彫刻が彫られたラシュモア山を含むブラックヒルズは、古くよりアメリカ・インディアンの聖地とされていた。
1868年の第二次ララミー砦条約で、アメリカ政府は一帯を「グレート・スー・ネイション（偉大なるスーの国）」、「スー族固有の土地」として確約した。しかし、数年後には条約は一方的に破棄され、この土地もアメリカ政府によって没収されていった。（→ララミー条約裁判）
また、この山に大統領の彫刻が彫られると、これに対抗するかのように、この聖地を守るために白人と戦った、リトルビッグホーンの戦いで知られるラコタ・スー族の英雄・クレイジー・ホースの巨大な彫刻が、民間の白人家族の手によって、同じブラックヒルズの岩盤に彫られている。1948年より製作中であるが、スー族伝統派はこの像について、「クレイジーホースの精神を汚すものだ」として猛反発している。
1971年、ラッセル・ミーンズら「アメリカインディアン運動 (American Indian Movement)」の運動家と支援白人たちが大統領像の頂上に登り、条約の有効とこの山の占有権の確認を求め座り込みを行った。その際、彼らはジョージ・ワシントンの頭の上に小便をかけてみせた。

## ラシュモア山を舞台にした作品

### 映画
『北北西に進路を取れ』
1959年公開のアルフレッド・ヒッチコック監督映画作品。クライマックスシーンでは同記念公園の彫刻（大統領の頭部）が舞台となった。ロケーション撮影ではなく、スタジオに巨大なセットが組まれた。
『スーパーマンII』
1981年公開の映画作品。大統領の彫像が悪役のゾッド将軍一味の顔にすり替えられてしまう。
『チーム★アメリカ/ワールドポリス』
2004年公開の映画作品。チーム・アメリカの秘密基地として登場し、ワシントンの口からは空飛ぶリムジン、ジェファーソンの顔からはヘリコプター、ルーズベルトの頭からは戦闘機、リンカーンの口からはジャイロジェットが発進した。
『ナショナル・トレジャー リンカーン暗殺者の日記』
2007年公開の映画作品。インディアンによって築かれた黄金都市が眠る場所として、ラシュモア山が登場した。

### ラシュモア山の彫刻をモチーフにした作品
- ディープ・パープルのアルバム『ディープ・パープル・イン・ロック』[7]
- 『NARUTO -ナルト-』の火影岩
- 『闘将!!拉麵男』の英雄面山
- 『メタルギアソリッド4』の原子力空母アウターヘイブン外装にあるビッグ・ボスとそのクローンたちの彫像
- 『リッチー・リッチ』のリッチモア山(Mount Richmore)[8]
- 『ストリートファイター』マイクステージの背景
- 『餓狼伝説2』『餓狼伝説スペシャル』 - テリー・ボガードステージの背景
- 『エルヴィエント』ビジュアルシーンの背景
- 『キング・オブ・ザ・モンスターズ2』BATTLE3 GRAND CANYONに存在し、ボスのYAM A MORDON（海外版はCLAW HEAD）登場時に破壊される
- 『ドラゴンクエストX』の大魔王顔壁
- 『ザ・クルー』『ザ・クルー2』背景